# Zoltan Balogh
Zoltan Balogh (ur. 3 sierpnia 1930 w Chișineu-Criș) – rumuński gimnastyk, uczestnik Igrzysk Olimpijskich w 1952 w Helsinkach. Na igrzyskach olimpijskich zajął 170. miejsce w wieloboju gimnastycznym.